# Antonio López Herranz
Antonio López Herranz (Madrid, 1913. május 4. – Los Angeles, Amerikai Egyesült Államok, 1959. január 1.) spanyol labdarúgócsatár, edző.

## Pályafutása
Karrierje során kétszer is játszott a Real Madridban, igaz, a két időszak között négy év telt el a spanyol polgárháború miatt. Az 1935-36-os idényben egy meccsen játszott, amelyen be is talált a Sevilla ellen. A polgárháború idején eltöltött egy évet Mexikóban, a Club América csapatában, majd 1939-ben két meccs erejéig visszatért a Real Madridhoz.
Játékoskarrierjét a Hérculesben fejezte be, ahol az 1940-41-es évad során összesen hat góllal járult hozzá ahhoz, hogy az alicantei gárda elkerülje a kiesést. Kétszer is duplázni tudott, a Murcia és a Sevilla ellen.
Miután felhagyott az aktív játékkal, nem Spanyolországban, még csak nem is Európában, hanem Mexikóban próbált szerencsét edzőként. Tréneri karrierje során két csapatot irányított, igaz mindkettőt három-három ciklus során. Az egyik egy klubcsapat, a Club León volt, a másik pedig a mexikói válogatott, amellyel az 1954-es és az 1958-as világbajnokságon is részt vehetett.
A mexikói csapat a két tornán összesen egyetlen pontot szerzett, egy Wales elleni 1–1 alkalmával, így értelemszerűen mindkétszer már a csoportkör után búcsúzott.
Alig egy évvel azután, hogy utolsó csapatát a Leónt otthagyta, 1959-ben, légzőszervi problémák miatt mindössze negyvenhat évesen életét vesztette.

## Sikerei, díjai

### Játékosként
- Spanyol kupagyőztes: 1936

### Edzőként
- Mexikói bajnok: 1951-52, 1955-56
- Kupagyőztes: 1957-58
- Szuperkupa-győztes: 1956